# Submarino General Carrera (SS-22)
El General Carrera (SS-22) de la clase Scorpène es la segunda de dos unidades construidas por el consorcio franco-español DCNS - Navantia. La proa fue construida por DCNS y la popa por Navantia, ensamblándose en Cartagena (España), donde realizó sus pruebas de mar el 11 de noviembre de 2005 y donde también, fue entregado a la armada chilena en diciembre de 2006 arribando a Valparaíso el 14 de diciembre de 2006

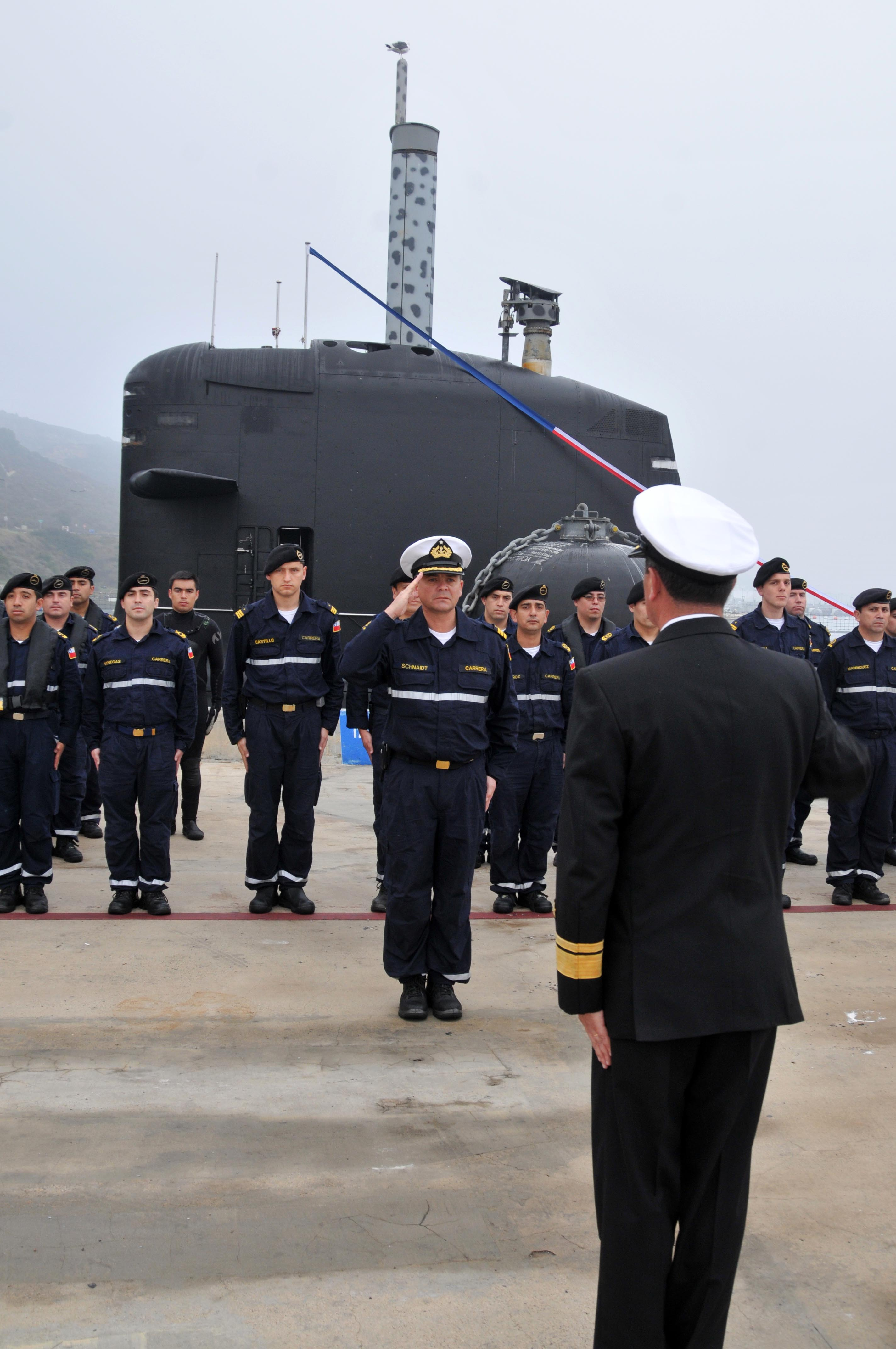
Una ceremonia junto al General Carrera (SS-22), año 2011.

Estas dos unidades reemplazaron a los antiguos submarinos clase Oberon que estuvieron sirviendo 30 años a la Armada de Chile. Actualmente cumple servicios en la Fuerza de Submarinos con puerto base en Talcahuano.